# Bourdonnette (métro de Lausanne)
Bourdonnette est une station de métro de la ligne M1 du métro de Lausanne, située avenue du Chablais dans le quartier Montoie/Bourdonnette, à Lausanne, capitale du canton de Vaud. Elle dessert l'unique parc relais de la ligne.
Mise en service en 1991, c'est une station qui est partiellement accessible aux personnes à mobilité réduite.

## Situation sur le réseau
Établie à 389 mètres d'altitude, la station Bourdonnette est établie au point kilométrique (PK) 3,200 de la ligne M1 du métro de Lausanne, entre les stations Malley (direction Lausanne-Flon) et UNIL-Chamberonne (direction Renens-Gare) et, la ligne étant à voie unique, elle sert de point de croisement.

## Histoire
Comme toute la ligne, les travaux de construction de la station débutent en 1988 et elle est mise en service le 2 juin 1991, lors de l'ouverture à l'exploitation de la ligne M1. Son nom a pour origine la localité qu'elle dessert. C'est une station sur un seul niveau, construite au niveau du sol le long de l'avenue.
La station est rénovée entre juin et septembre 2017, avec notamment la pose d'un nouveau mobilier.

## Service des voyageurs

### Accès et accueil
La station est construite sur le flanc nord de l'avenue du Chablais et est accessible de plain pied. Cette configuration ne nécessite donc ni ascenseurs ni escaliers mécaniques, mais ne lui permet d'être accessible aux personnes à mobilité réduite qu'en direction de Renens-Gare uniquement. Elle dispose de deux quais, encadrant les deux voies.

### Desserte
La station Bourdonnette est desservie tous les jours de la semaine, la ligne fonctionnant de 5 h 15 à 0 h 45 du matin (à partir de 5 h 50 les dimanches et fêtes) environ, par l'ensemble des circulations qui parcourent la ligne. Les fréquences varient entre 5 et 15 minutes selon le jour de la semaine,. La station est fermée en dehors des heures de service de la ligne.

### Intermodalité
Des correspondances sont possibles avec la ligne de trolleybus des TL 25 à distance, à l'arrêt Bourdonnette Nord et les lignes de bus 24 des TL et 701 des transports de la région Morges-Bière-Cossonay (MBC) 701 de façon directe.

### Encyclopédie spécialisée
- [DEHA97] Michel Dehanne, Michel Grandguillaume, Gérald Hadorn, Sébastien Jarne, Jean-Louis Rochaix et Annette Rochaix, Voies normales privées du Pays de Vaud, Lausanne, BVA, 1997 (ISBN 2-88125-010-6)